# Тауфік Салхі
Тауфік Салхі (англ. Toafik Salhii, нар. 21 серпня 1979, Туніс) — туніський футболіст, півзахисник.

## Біографія
Почав виступати на батьківщині за клуб «Мегрин». Потім грав за «Клуб Африкен» з міста Туніс. З 2003 року по 2006 рік виступав за «Стад Тунізьєн», разом з командою дійшов до фіналу Кубку Тунісу в 2003 році, де команда обіграла «Клуб Африкен» (1:0).
У січні 2007 року підписав півторарічний контракт з луганською «Зорею». У чемпіонаті України дебютував 3 березня 2007 року в виїзному матчі проти донецького «Шахтаря» (3:0), Салхі почав матч в основі, але на 17-ій хвилині був замінений на Олександра Поповича. Всього за «Зорю» в чемпіонаті України Тауфік Салхі зіграв 13 матчів і 1 матч у Кубку України. У сезоні 2007/08 років провів 14 матчів і забив 2 голи в молодіжній першості України.
Влітку 2008 року перейшов в казахський клуб «Восток» з міста Усть-Каменогорська. У команді провів близько двох років. У сезоні 2009 року в чемпіонаті Казахстану забив 8 м'ячів, 2 з яких з пенальті. На початку 2010 року перейшов в клуб «Ордабаси» з Шимкента, за який провів 7 матчів. 
Влітку 2010 року перейшов до табору новачка Прем'єр-ліги України, клуб «Севастополь». Влітку 2011 року, після вильоту Севастополя з Прем'єр-ліги, підписав контракт з клубом ПФК «Олександрія».

## Досягнення
- Кубок Тунісу
  -  Фіналіст (1): 2003